# Un biglietto del tram
Un biglietto del tram is een muziekalbum uit 1975 van de Italiaanse rockgroep Stormy Six. Met dit album evolueerde het geluid van de groep verder over folkrock naar progressieve rock, avant-garde en jazzrock. Op tekstueel gebied is dit album sterk links politiek geïnspireerd, met talrijke verwijzingen naar politieke en historische situaties.

## Tracks
1. "Stalingrado" - 5:25
2. "La fabbrica" - 3:53
3. "Arrivano gli americani" - 5:55
4. "8 settembre" - 4:52
5. "Nuvole a Vinca" - 4:25
6. "Dante di Nanni" - 4:18
7. "Gianfranco Mattei" - 4:22
8. "La sepoltura dei morti" - 3:53
9. "Un biglietto del tram" - 5:42

## Bezetting
- Franco Fabbri - gitaar, zang
- Umberto Fiori - gitaar, zang
- Carlo De Martini - saxofoon, viool
- Tommaso Leddi - viool, mandoline, balalaika, gitaar
- Luca Piscicelli - bas, zang
- Antonio Zanuso - drums